# Hirsutipes crinipes
Hirsutipes crinipes là một loài bướm đêm trong họ Noctuidae.